# Stylurus olivaceus
Stylurus olivaceus – gatunek ważki z rodziny gadziogłówkowatych (Gomphidae). Występuje na terenie Ameryki Północnej.